# Inquisidor general

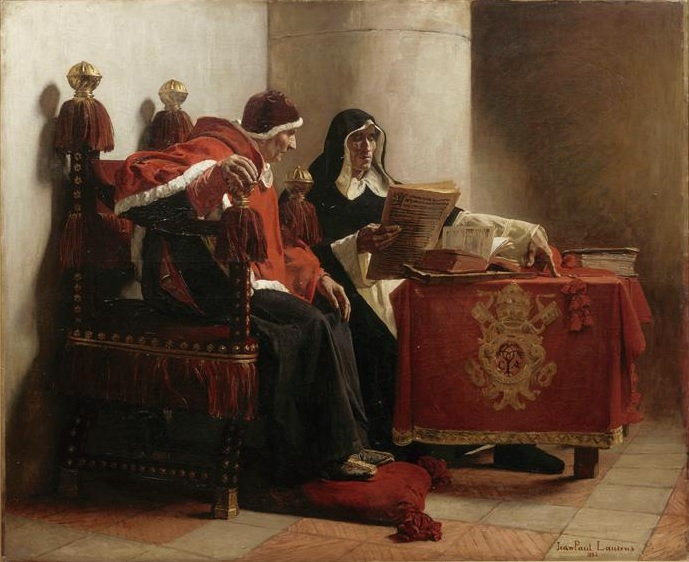
El papa y el inquisidor (1884) de Jean-Paul Laurens.

El inquisidor general o gran inquisidor (en latín: Inquisitor Generalis) fue la máxima autoridad oficial de la Inquisición española. El primero y probablemente el más famoso fue Tomás de Torquemada, religioso dominico.

## Historia
El nombramiento correspondía al papa a propuesta del rey de la Monarquía Hispánica, aunque en la práctica el pontífice se limitaba a confirmar a las personas designada por el monarca. Tras cada nombramiento el papa promulgaba un breve pontificio en el que delegaba su autoridad para reprimir la herejía en el nuevo inquisidor, así como le otorgaba la condición de juez supremo en todas las apelaciones de las sentencias de los tribunales provinciales. A partir de ese momento el inquisidor general podía actuar sin estar mediatizado por Roma. El inquisidor general era en realidad un cargo de la monarquía más que una dignidad eclesiástica, pero el rey no podía destituirlo, porque no dejaba de ser un delegado papal, y si el cargo quedaba vacante los tribunales provinciales no podían actuar.
Tras la resolución de las Cortes de Cádiz en el siglo XIX, tuvo lugar la abolición definitiva de la Inquisición, que había recibido con el libro de Juan Antonio Llorente una crítica demoledora. Precisamente, el presbítero canario Cristóbal Bencomo y Rodríguez quién fue confesor del Rey Fernando VII de España y Arzobispo titular de Heraclea, fue propuesto por el propio Rey como Inquisidor general de España (cargo rechazado por el mismo Bencomo). Esto se debió entre otras cosas a que Bencomo entendía que tras la Constitución de Cádiz, el Santo Oficio era una institución llamada a la desaparición, pues no contaba con la simpatía de la mayoría de los estamentos seglares y eclesiásticos. Ocuparía su lugar Jerónimo Castillón y Salas, obispo de Tarazona, quién a la sazón, sería el último Inquisidor general de España.

## Lista de inquisidores generales

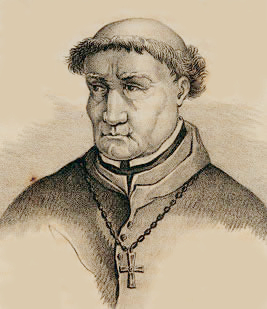
Tomás de Torquemada, Prior de Santa Cruz y primer inquisidor general de Castilla y Aragón en el.

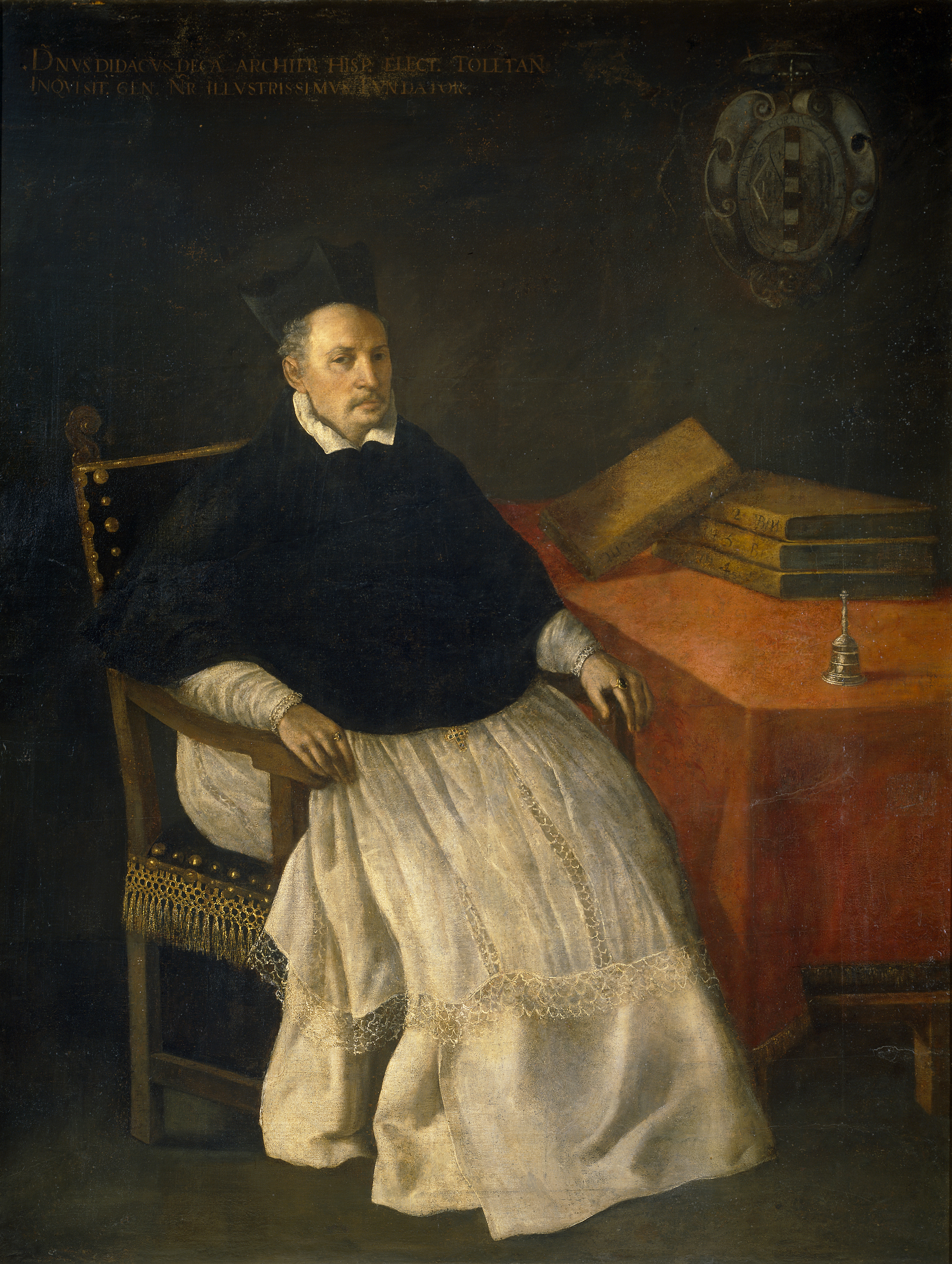
Diego de Deza, Inquisidor general, 1498-1507.

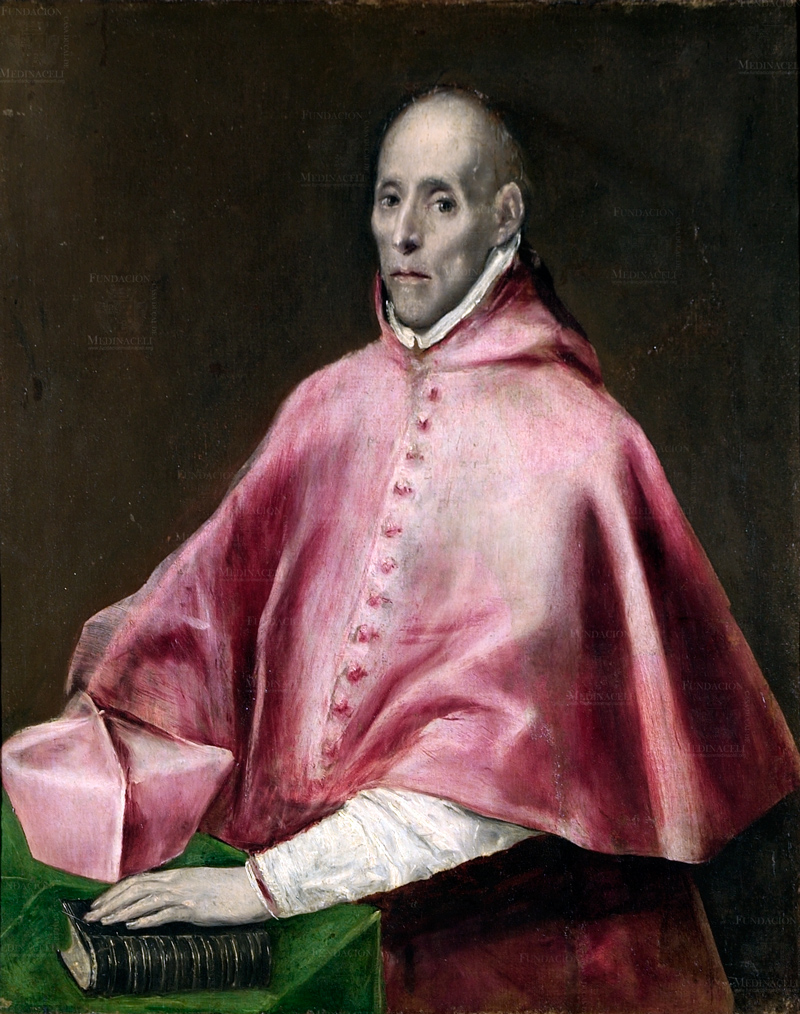
Juan Pardo de Tavera, Inquisidor general, 1539-45.

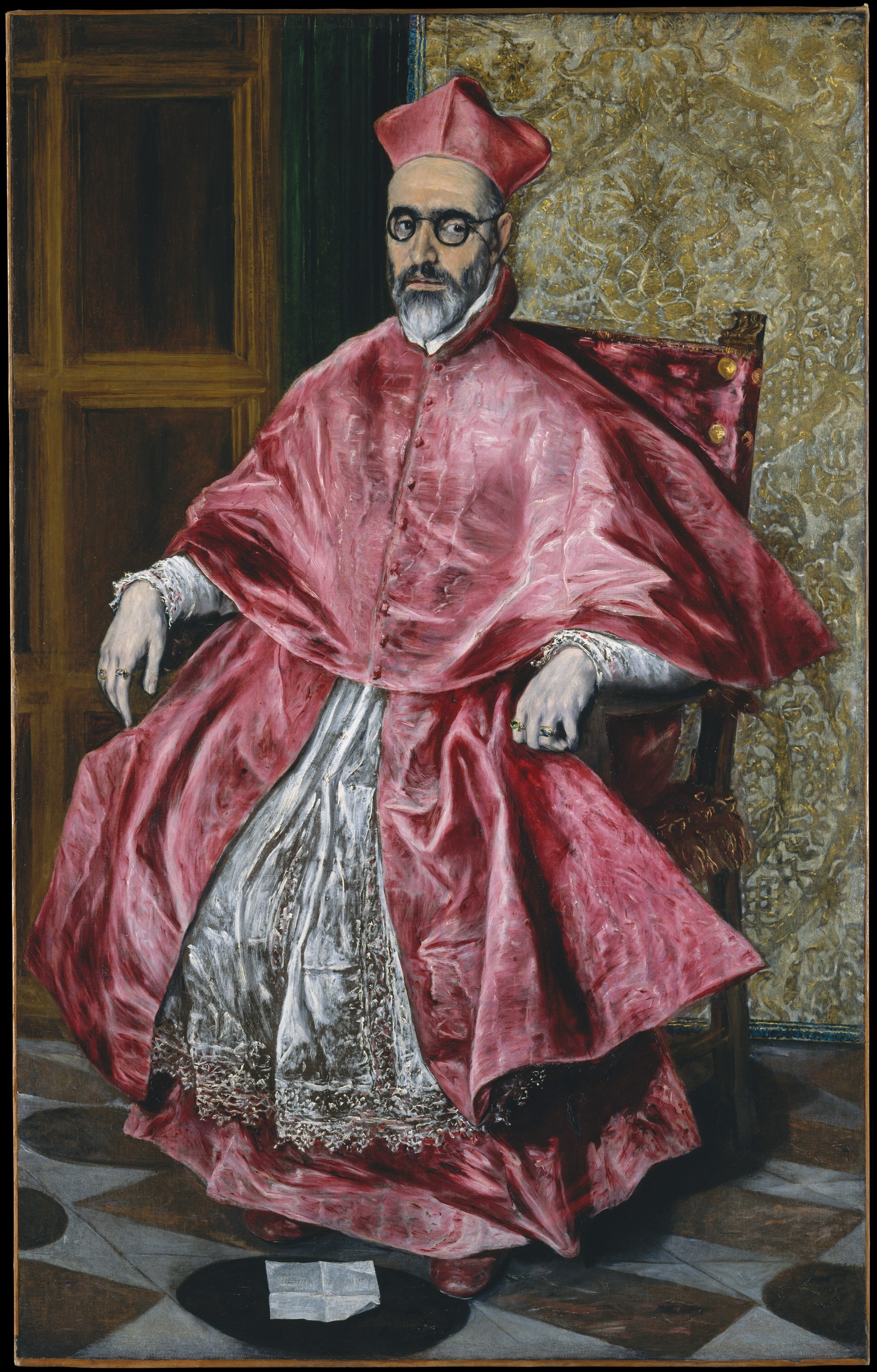
Fernando Niño de Guevara, Inquisidor general, 1600-02.

Los siguientes personajes desempeñaron el cargo de inquisidores generales entre 1483 y 1834:
- Tomás de Torquemada (1483-1498), Prior de Santa Cruz.[4]
- Diego de Deza, arzobispo de Sevilla (1498-1507). Renunció.
- Francisco Jiménez de Cisneros: solo en la Corona de Castilla (1507-1517), cardenal y arzobispo de Toledo.
- Juan Enguera: solo en la Corona de Aragón (1507-1513), obispo de Vich.
- Luis Mercader: solo en la Corona de Aragón (1513-1516), obispo de Tortosa.
- Adriano de Utrecht: solo en la Corona de Aragón (1516); inquisidor general de Castilla y Aragón (1518-1522), cardenal y obispo de Tortosa, papa Adriano VI (1522-1523).
- Alonso Manrique (1523-1538), cardenal y arzobispo de Sevilla.
- Juan Pardo de Tavera (1539-1545), arzobispo de Toledo.
- García de Loaysa y Mendoza (1546), arzobispo de Sevilla.
- Fernando de Valdés (1547-1566), arzobispo de Sevilla. Renunció en 1566.
- Diego de Espinosa (1567-1572), obispo de Sigüenza.
- Gaspar de Quiroga (1573-1594), cardenal y arzobispo de Toledo.
- Jerónimo Manrique de Lara (1595), obispo de Ávila.
- Pedro Portocarrero (1596-1599), obispo de Calahorra, después de Córdoba. Renunció.
- Fernando Niño de Guevara (1599-1602), cardenal y arzobispo de Sevilla. Renunció.
- Juan de Zúñiga y Flores (1602), obispo de Cartagena.
- Juan Bautista de Acevedo (1603-1608), obispo de Valladolid.
- Bernardo de Sandoval y Rojas (1608-1618), cardenal y arzobispo de Toledo.
- Luis de Aliaga (1619-1621), confesor real. Renunció.
- Andrés Pacheco (1622-1626), obispo de Cuenca.
- Antonio Zapata y Cisneros (1627-1632), cardenal y arzobispo de Burgos. Renunció.
- Antonio de Sotomayor (1632-1643), arzobispo de Damasco.
- Diego de Arce y Reinoso (1643-1665), obispo de Plasencia.
- Pascual de Aragón (1665), arzobispo de Toledo. Renunció.
- Juan Everardo Nithard (1666-1669), confesor del rey, cardenal y arzobispo de Edesa. Renunció.
- Diego Sarmiento de Valladares (1669-1695), obispo de Plasencia.
- Juan Tomás de Rocabertí (1695-1699), arzobispo de Valencia.
- Alonso de Aguilar (1699), cardenal. Nombrado por Carlos II, murió antes de que llegase la bula papal de confirmación.
- Baltasar de Mendoza y Sandoval (1699-1705), obispo de Segovia. Fue cesado por Felipe V por sus simpatías austracistas durante la guerra de sucesión.
- Vidal Marín del Campo (1705-1709), obispo de Ceuta.
- Antonio Ibáñez de la Riva Herrera (1709-1710), arzobispo de Zaragoza.
- Francesco del Giudice (1711-1716), cardenal. Renunció.
- José Molines (1717), auditor de la Rota romana. Preso en Milán por las tropas austriacas, murió durante su cautiverio.
- Juan de Arzamendi (1720), nombrado por Felipe V, murió antes de tomar posesión del cargo.
- Diego de Astorga y Céspedes (1720), obispo de Barcelona. Renunció.
- Juan de Camargo Angulo (1720-1733), obispo de Pamplona.
- Andrés de Orbe y Larreátegui (1733-1740), arzobispo de Valencia.
- Manuel Isidro Orozco Manrique de Lara (1742-1746), arzobispo de Santiago.
- Francisco Pérez de Prado y Cuesta (1746-1755), obispo de Teruel.
- Manuel Quintano Bonifaz (1755-1774), arzobispo de Farsala. Renunció.
- Felipe Beltrán Serrano (1775-1783), obispo de Salamanca.
- Agustín Rubín de Ceballos (1784-1793), obispo de Jaén.
- Manuel Abad y Lasierra (1793-1794), obispo de Astorga y arzobispo de Selimbria.
- Francisco Antonio de Lorenzana (1794-1797), cardenal arzobispo de Toledo. Renunció.
- Ramón José de Arce (1798-1808), arzobispo de Burgos y Zaragoza. Renunció.

Abolición de la Inquisición (1808-1814), durante la ocupación napoleónica de España.
- Francisco Javier Mier y Campillo (1814-1818), obispo de Almería.
- Cristóbal Bencomo y Rodríguez (1818), confesor del Rey Fernando VII de España (el cargo de Inquisidor general, fue rechazado por el propio Bencomo).[3]
- Jerónimo Castillón y Salas (1818-1820), obispo de Tarazona.

1820: Abolición de la Inquisición, durante el Trienio Liberal.

## Literatura
El Gran Inquisidor es también el nombre de un capítulo de la obra literaria Los hermanos Karamázov, del escritor y filósofo ruso Fyodor Dostoevsky. El personaje central de la pieza es un Gran Inquisidor que arresta y procesa a Jesús de Nazaret.
Javier Alfaya, en su novela Eminencia o La memoria fingida (1993, ISBN 84-204-8103-3), fabula la vida de uno de los últimos inquisidores Generales, Ramón José de Arce, a partir de unas imaginarias memorias.